# Пластун (РЕР)

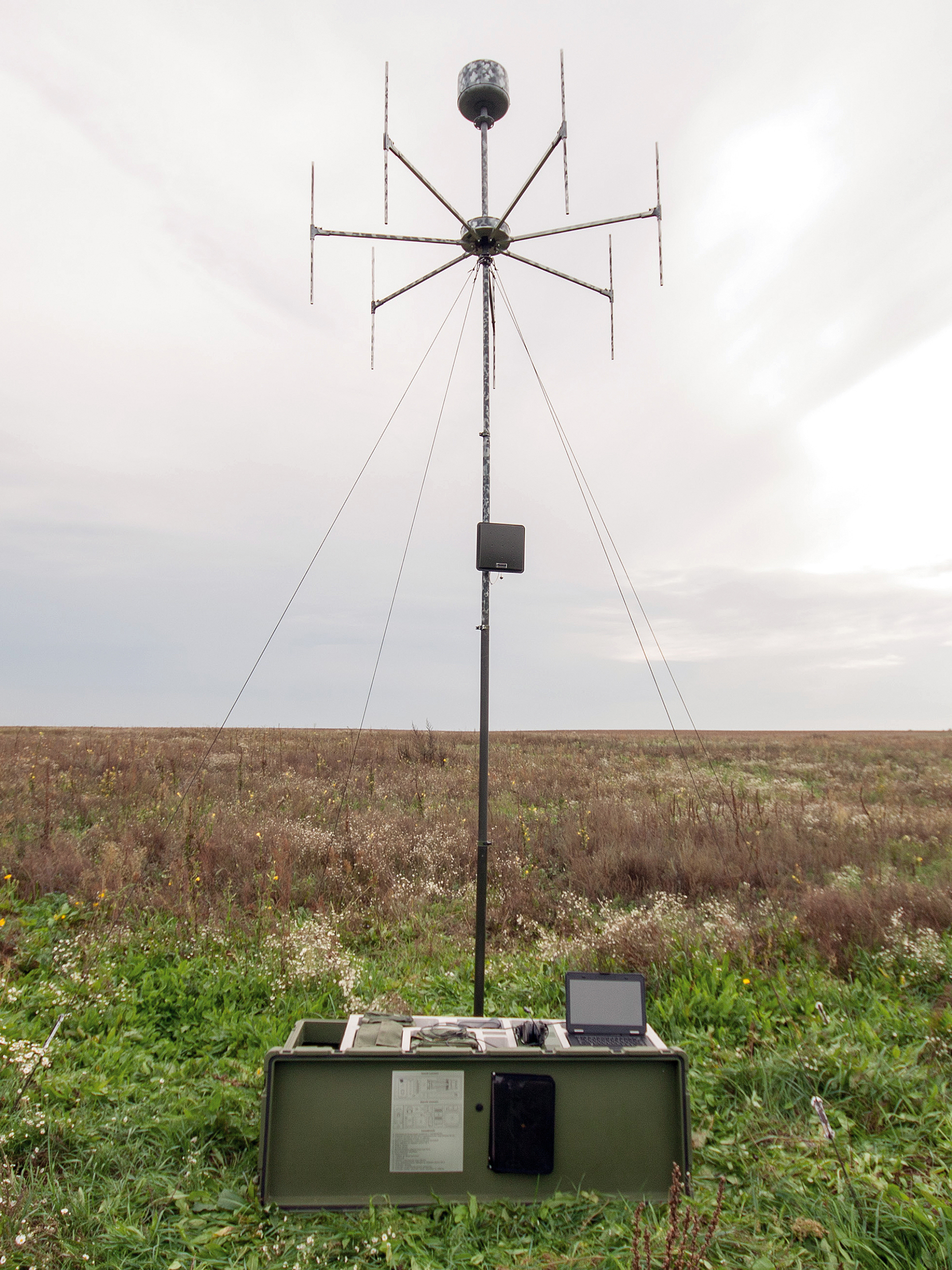
«Пластун» РП-3000.

«Пластун» — сімейство українських комплексів радіолелектронної розвідки. Розроблений компанією «НВЦ Інфозахист». Система призначена для пеленгування систем зв'язку противника, автоматизованого швидкісного радіомоніторингу, обробки та реєстрації даних перехоплення.
На базі комплексу «Пластун» розроблена більш потужна система — «Архонт». [⇨]

## Історія
За даними Defense Express, «Пластун РП-3000» з 2016 року постачався до Збройних сил України і використовувався у зоні бойових дій на сході України.[уточнити]
Станом на 2019 рік, комплекс «Пластун» РП-525 активно використовувався військами у бойових умовах.
У лютому 2019 року компанія «НВЦ Інфозахист» представила на міжнародній виставці IDEX 2019 малогабаритну тактичну систему радіорозвідки «Пластун» РП-3000. Ця система — вдосконалена версія «Пластун» РП-525.
У липні 2021 року систему «Пластун РП-3000» демонстрували для делегації з Бразилії на чолі з Едуардо Болсонаро.
На 2021 рік, система «Пластун РП-525» використовувалася в 190-му навчальному центрі Сухопутних військ ЗСУ для навчання спеціалістів школи радіоелектронної розвідки.

## Опис
Система «Пластун» призначена для пеленгування систем зв'язку противника, автоматизованого швидкісного радіомоніторингу, обробки та реєстрації даних перехоплення. Такі системи здатні працювати у складі групи: в режимі реального часу вони здійснюють обмін даними для узгодження інформації про розташування джерел радіовипромінювання та їх характеристики для формування єдиного розвідувального поля.
Дозволяє виконувати виявлення радіомереж та робочих частот тактичної (УКХ), оперативно-тактичної (КХ) ланки, засобів зв'язку та передачі даних малих диверсійно-розвідувальних груп, визначення місцезнаходження станцій зв'язку з ППРЧ, синхронну пеленгацію та демодуляцію частотно-модульованих сигналів, фіксацію цифрових каналів керування та передачі інформації, визначення місцезнаходження літальних апаратів і БПЛА включно, визначення координат станцій РЕБ (УКХ-діапазону, придушення GPS-сигналів, блокіраторів стільникового зв'язку, станцій активних завад БПЛА, виявлення способів передачі даних контр-батарейних засобів (АЗК-7).

## Тактико-технічні характеристики
«Пластун РП-3000»:
- Радіус застосування: до 15 км
- Діапазон робочих частот: 25—3000 МГц
- Час розгортання: до 20 хвилин
- Час автономної роботи: до 8 годин
- Вага: 39 кг

## Модифікації
- «Пластун РП-525» — базова система.
- «Пластун РП-3000» — модифікація, розроблена із урахуванням результатів бойового застосування «Пластун РП-525».[3][1]
- «Архонт» — модифікація «Пластун РП-3000-МН», що доповнена електромеханічною щоглою висотою 15 метрів, багатофункціональним автоматизованим постом радіорозвідки та комплектами супутникового зв'язку.[3][6]

## Оператори
- Україна
  - На 2021 рік до Збройних сил поставлено понад 100 комплексів «Пластун РП-3000».[5]

## Оцінки
За даними Defense Express, на 2021 рік «Пластун РП-525» був одним з найбільш поширених виробів радіоелектронної розвідки, що надійшли до Збройних сил України від початку російської агресії проти України.

### Відео
- ПЛАСТУН-RP3000 (малогабаритний тактичний пеленгаційний комплекс) // infozahyst.com, 29 червня 2021